# Wallenberg (film)
Pour les articles homonymes, voir Wallenberg.
Pour plus de détails, voir Fiche technique et Distribution.
Wallenberg (God afton, Herr Wallenberg) est un film suédois et hongrois réalisé par Kjell Grede et sorti en 1990.

## Synopsis
L'histoire du diplomate suédois Raoul Wallenberg.

## Fiche technique
- Titre : Wallenberg[1]
- Titre original : God afton, Herr Wallenberg
- Réalisation : Kjell Grede
- Scénario : Kjell Grede
- Photographie : Esa Vuorinen
- Montage : Darek Hodor
- Production : Katinka Faragó
- Société de production : Sandrews, TV3, Filmhuset, FilmTeknik, Hunnia Filmstúdió et Invik & Co.
- Société de distribution : Alonso Films (France)
- Pays :  Suède et  Hongrie
- Genre : Biopic, drame et guerre
- Durée : 118 minutes
- Dates de sortie : 
  -  Suède : 5 octobre 1990
  -  France : 10 janvier 1996

## Distribution
- Stellan Skarsgård : Raoul Wallenberg
- Katharina Thalbach : Marja
- Károly Eperjes : Szamosi
- Miklós Székely B. : Ferenc Moser
- Franciszek Pieczka : Papa
- Géza Balkay : Vajna
- László Soós : Eichman
- Franciska Györy : Júlia
- Zsuzsa Szabó : Lilith
- László Csákányi : Gimpel
- István Mészáros : Pál
- Katalin Eröss : Bella
- András Bálint : Petö
- Imre Antal : Josef
- Balázs Galkó : Mika
- Gábor Ferenczi : Bela
- Edit Soós : Rosa

## Distinctions
Le film a été présenté en sélection officielle en compétition lors de Berlinale 1991.